# Anthonis Mor van Dashorst

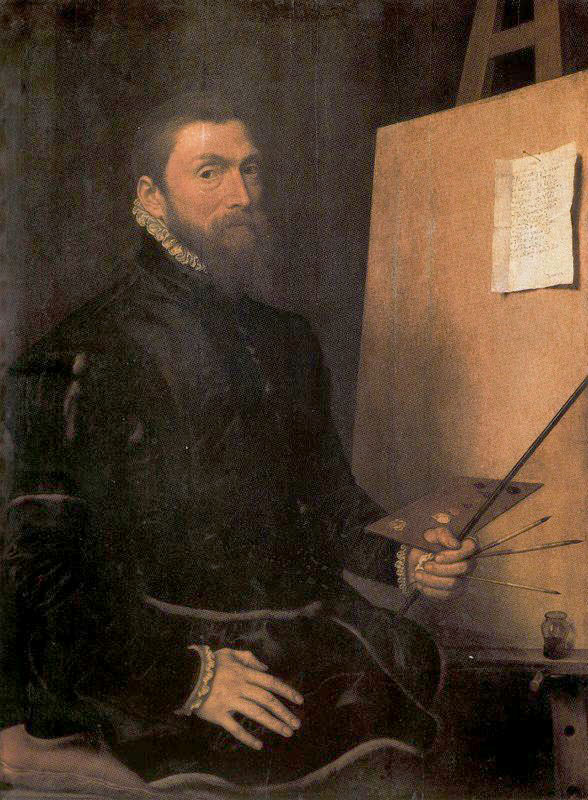
Självporträtt av Anthonis Mor.

Anthonis Mor van Dashorst (även känd som Antonio Moro), född mellan 1516 och 1520 i Utrecht, död mellan 1576 och 1578, var en holländsk konstnär, verksam vid en rad olika hov runt om i Europa.

## Biografi
Mor befann han sig 1547 i Antwerpen, och verkade som konstnär där. Kort efteråt blev kardinalen Granvelle hans mecenat. Vid den här tiden målar han även ett porträtt av hertigen av Alba. Han fick även 1549/1550 uppdrag att måla den dåvarande spanske kronprinsen Filip, då han reste genom sitt blivande kungarike. 
1550 reste Mor till Lissabon för fortsatta uppdrag där. Han verkar en tid även ha besökt Italien och gjort kopior på Tizians arbeten. 1553 var han tillbaka i Bryssel, men lämnar snart staden för England, där han utförde flera kända porträtt av det engelska kungahuset. Han återvänder dock snart till Holland och Bryssel. Han var därefter huvudsakligen verksam i Bryssel, Antwerpen och Utrecht, så när som på en ny resa till Lissabon och spanska hovet 1559-1561 då han utförde fler tavlor av kungahuset.